# Alba Parietti

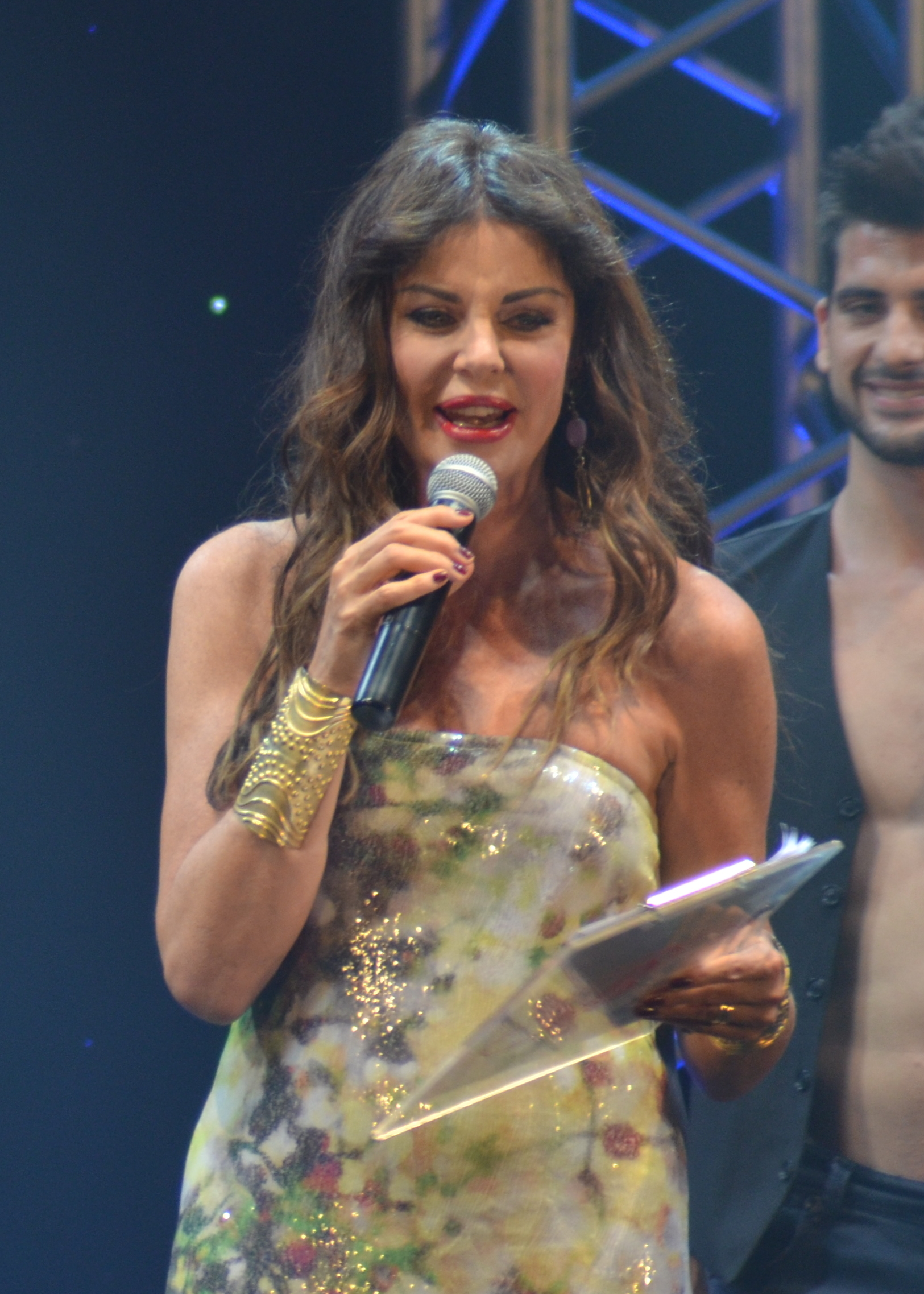
Alba Parietti (2014)

Alba Parietti (* 2. Juli 1961 in Turin, Piemont) ist eine italienische Sängerin, Schauspielerin und Fernsehmoderatorin.

## Leben
Die ehemalige Vertreterin Italiens an den Miss-Universums-Wahlen wurde in den 1980ern unter dem Namen Alba mit dem von Roberto Gasparini und Pino und Nicola Nicolosi geschriebenen Italo-Disco-Lied Only Music Survives bekannt sowie den weniger erfolgreichen Jump And Do It und Dangerous. Daneben war sie die eine Hälfte des Duos Amy & Alba, mit dem sie 1986 Look Into My Eyes veröffentlichte.

## Filmografie (Auswahl)
- 1982: Gelati und Amore (Sapore di sale)
- 1988: Bye Bye Baby – Ich hab’ die Nase voll (Bye bye baby)
- 1991: Abbronzatissimi
- 1998: Saint Tropez, Saint Tropez
- 1998: Il Macellaio
- 1998: Paparazzi